# اودیسئوس
اودیسئوس (به یونانی: Ὀδυσσεύς)، یا به تلفظ لاتین اولیس (به لاتین: Ulysses) در اساطیر یونانی فرزند لائرتز پادشاه افسانه‌ای شهر ایتاکا از جزایر دریای ایونیا و آنتیکلیا، همسر پنلوپه و یکی از برجسته‌ترین رهبران یونانیان در جنگ تروآ، و قهرمان کتاب ادیسه اثر شاعر نابینای یونانی هومر بود. وی به هوش و خرد معروف است و مثل انسان آواره‌ای است که تقدیر او را از وطن دور می‌کند.

## در جنگ تروا
اودیسئوس در جنگ تروآ به همراه آشیل به آسیا آمد و در جریان فتح شهر مذکور هنگامی که یونانیان امیدی به پیروزی نداشتند اسبی چوبین ساخت و به همراه تعدادی از سربازان خود در اسب پنهان شد. ارتش یونان وانمود کرد که شکست خود را قبول کرده و اسب را به عنوان هدیه به مردم تروا پیشکش می‌کند. تروایی‌ها متوجهٔ حیلهٔ دشمن خود نشدند و اسب را وارد شهر کردند و به جشن و پای کوبی پرداختند. نیمه شب که تروایی‌ها مست و مدهوش به خواب رفته بودند، اودیسئوس به همراه یاران خود از اسب بیرون آمد و دروازه‌های شهر را گشود و ارتش یونان وارد شهر شد. 
آن شب یونانیان بسیاری از مردم تروا را کشتند و شهر را غارت کردند، اما اتفاقی که در آن شب زندگی اودیسئوس را دگرگون کرد، این بود که وی به تاراج معبد پوزئیدون (نپتون رمی) پرداخت و مجسمهٔ او را شکست، کاهنهٔ معبد، کاساندرا بر اثر این کار اودیسئوس را نفرین کرد، و از خدا خواست او را آواره کنند و چنین هم شد.
اودیسئوس ده سال راه خود را در دریا گم کرد و دچار انواع بلایا شد. در سیسیل یکی از سیکلوپ‌ها، که غول‌های یک چشم عظیم‌الجثه بودند به نام پولیفموس، اودیسئوس را در غار خود زندانی می‌کند و همراهان او را می‌خورد و اودیسئوس با شرابی که همراه دارد سیکلوپ را مست و با هیزم برافروخته چشم او را کور می‌کند و فردا صبح در حالی که زیر شکم قوچ سیکلوپ پنهان شده فرار می‌کند. 
اودیسئوس با رسیدن به جزیره کورفو، مورد پذیرایی این مردمان قرار می‌گیرد و با کشتی که در اختیار او می‌گذارند عازم ایتاکا می‌شود. اما پوزئیدون این کشتی را تبدیل به سنگ می‌سازد و اطراف کورفو را با کوهی محصور می‌کند. کشتی اودیسئوس در طوفان درهم می‌شکند. در این سرگردانی‌ها با دو نمف ازدواج می‌کند و بسیاری از درون‌مایه‌های سفر او برگرفته از سفر آرگونات‌ها و دربردارنده اطلاعاتی در مورد دریا و به ویژه مدیترانه غربی و منطقه‌ای است که یونانیان از سده هشتم پیش از میلاد در آن جا خواست‌های بسیار داشتند. هومر در کتاب اودیسه این بلایا را به تفصیل شرح می‌دهد.

## پس از جنگ تروا
اودیسئوس پس از ده سال سرگردانی از تروا بازگشت و دریافت که اشراف ایتاکا اموال او را چپاول کرده، جویای ازدواج با همسر او پنلوپه هستند. پنلوپه در غیاب اودیسئوس با تمهیدی خواستاران خود را فریب داده و تدبیر چنین بود که گفته بود هر وقت کفنی را که برای اودیسئوس می‌دوخت، تمام شود، به ازدواج تن خواهد داد و هر شب، آنچه را بافته بود، می‌گشود.
بازگشت اودیسئوس به هنگام بود و او توانست از دشمنان خود انتقام بگیرد. اودیسئوس به هیئت گدایی ناشناس به کاخ خود وارد شد و در مسابقه‌ای که مدعیان باید با کمان اودیسئوس تیراندازی می‌کردند، شرکت جست و برنده شد، و تمام مخالفان خود را، که قصد وصلت با همسر او و پادشاهی ایتاکا داشتند به هلاکت رساند.

## سرانجام اودیسئوس
پس از شکست مدعیان، اودیسئوس برای ادای نذرهای خود عازم سفر می‌شود و در پیروی از دستوری که روح تیرزیاس به او داده است، در شمال غربی یونان مردمی را می‌یابد که با پارو گندم خود را باد می‌دهند و از کاه جدا می‌کنند و دریا را نمی‌شناسند. اودیسئوس به دستور تیرزیاس، قربانی خود را در آن جا انجام می‌دهد و با ملکه تس‌پروت ازدواج می‌کند و زمانی به ایتاکا بازمی‌گردد که پسر او به سن رشد رسیده و سلطنت را بدو واگذار می‌کند.
در ایتاکا، اودیسئوس سرانجام به دست پسری که از کورکه دارد، یعنی تلگونوس کشته می‌شود. تلگونوس که در جستجوی پدر است، تعدادی از گاوهای پدر را می‌دزدد و به هنگامی که اودیسئوس در تعقیب اوست، با نیزه زهردارِ تلگونوس مجروح و کشته می‌شود. این نیزه که در حقیقت دم یک سفره ماهی سمی است را تلگونوس از کشتی پرتاب می‌کند و پیشگویی تیرزیاس از مرگ اودیسئوس تحقق می‌یابد. 
تیرزیاس گفته بود که مرگ وی از جانب دریا فرامی‌رسد. وقتی تلگونوس از کار خود آگاه می‌شود، کالبد پدر را به سرزمین مادری می‌برد تا مادرش کورکه او را جاودان سازد. تلگونوس پس از این ماجرا با پنلوپه ازدواج می‌کند. پسر دیگر کورکه از اودیسئوس، لاتینوس نام دارد و او یا دختر او ائنه، نیای مردم روم هستند.